# Capstone
Capstone (kurz für Cislunar Autonomous Positioning System Technology Operations and Navigation Experiment) ist ein US-amerikanischer Kleinsatellit und Mondorbiter. Der Satellit wurde am 28. Juni 2022 im Auftrag der NASA gestartet. Er erprobt Navigationsverfahren im cislunaren Raum, dem Bereich zwischen Mond und Erde. Zudem testete er eine neuartige Umlaufbahn um den Mond, bevor dort die Raumstation Lunar Orbital Platform-Gateway (LOP-G) stationiert wird.

## Satellit
Capstone ist ein 25 kg schwerer Cubesat im 12U-Format, das heißt seine Abmessungen betragen im Transportzustand etwa 22,6 × 22,6 × 34 cm. Zur Stromversorgung besitzt er zwei Solarmodule, die nach dem Start ausgeklappt wurden. Der Satellit kostete 13,7 Millionen US-Dollar und wurde von dem kalifornischen Unternehmen Tyvak Nano-Satellite Systems gebaut. Die Firma Advanced Space in Boulder (Colorado) ist Generalauftragnehmer für das Projekt und lieferte einzelne Module wie zum Beispiel das Navigationssystem. Advanced Space ist auch für den Betrieb von Capstone während seines Raumflugs verantwortlich.
Neben den nötigen Systemen zum Erreichen der unten beschriebenen Missionsziele verfügt der Satellit auch über eine Kamera.

## Umlaufbahn und Missionsziele
Für den LOP-G wurde eine Umlaufbahn des Typs „nahezu rektilinearer Halo-Orbit“ gewählt. Anders als äquatornahe Bahnen, wie sie zum Beispiel bei den Apollo-Missionen genutzt wurden, ermöglicht dieser Halo-Orbit einen ständigen Sicht- beziehungsweise Funkkontakt zur Erde. Außerdem eignet er sich als Ausgangspunkt für Mondlandungen in sehr verschiedenen Breitengraden. Unter diesen Vorgaben ist der Orbit Berechnungen zufolge auch besonders stabil, sodass relativ wenig Treibstoff für Bahnkorrekturen benötigt wird. Die Capstone-Mission sollte diese theoretischen Annahmen überprüfen.
Eine weitere Aufgabe des Satelliten ist die Erprobung eines indirekten Navigationsverfahrens: Capstone sollte seine Position relativ zu dem Mondsatelliten Lunar Reconnaissance Orbiter bestimmen, der wiederum mit Unterstützung von Erdstationen navigiert.
Außerdem nannte die NASA als Missionsziele den Gewinn von Erkenntnissen über
- den Anflug des nahezu rektilinearen Halo-Orbits aus einer hocheffizienten Transferbahn,
- den Start zum Mond mit einem Rideshare-Flug oder einer Kleinrakete und
- die Nutzung kommerzieller Raumfahrtdienstleistungen für die Missionsplanung und den schnellen Start eines Tiefraum-Cubesats.

## Missionsverlauf
Capstone wurde am 28. Juni 2022 auf einer Electron-Kleinrakete vom Rocket Lab Launch Complex 1 in Neuseeland gestartet. Die Rakete setzte den Satelliten zusammen mit einem Photon-Raumschlepper in eine niedrige Erdumlaufbahn aus. Innerhalb von sechs Tagen zündete siebenmal das HyperCurie-Triebwerk des Schleppers, um jeweils das Apogäum der Bahn anzuheben. Mit der letzten dieser Beschleunigungsphasen wurde am 4. Juli planmäßig eine Transferbahn zum Mond erreicht. Kurz darauf wurde Capstone von Photon getrennt. Über das Deep Space Network der NASA nahm der Betreiber Advanced Space Kontakt zu dem Satelliten auf. Einen halben Tag später antwortete der Satellit wegen zweier Softwarefehler nicht mehr auf die Funksignale der Bodenstation; dieses Problem konnte jedoch innerhalb eines weiteren Tages behoben werden.
Bei einem Bahnkorrekturmanöver am 8. September trat ein weiteres technisches Problem auf. Capstone geriet ins Taumeln, sodass die Solarmodule und die Hauptantenne nicht mehr korrekt ausgerichtet waren. Dies beeinträchtigte die Stromversorgung und die Kommunikation mit der Bodenstation. Der Satellit wurde in den Notbetrieb versetzt, bis er am 7. Oktober wieder stabilisiert werden konnte. Nach weiteren sechseinhalb Wochen Flug schwenkte er planmäßig in den Halo-Orbit ein. Die anschließende Hauptmission wurde nach einem halben Jahr planmäßig abgeschlossen. Capstone blieb danach weiter in Betrieb. Im Jahr 2024 testete der Satellit neue Software für die automatische Navigation von Raumfahrzeugen. Im Februar 2025 verlängerte die NASA die Capstone-Mission bis zum Ende des Jahres.
Der Photon-Raumschlepper passierte am 7. Juli 2022 in 390.000 km Entfernung den Mond. Er blieb zunächst weiter in Betrieb und stand für eine noch auszuwählende Sekundärmission zur Verfügung.